# Relações entre Angola e Zimbabwe
As relações entre Angola e Zimbabué permanecem cordiais desde o surgimento de ambos os Estados, República de Angola em 1975 e República do Zimbabué em 1980, durante a Guerra Fria. Embora a política externa de Angola deslocou-se para uma postura pró-estado-unidense baseada nos laços económicos substanciais, sob o domínio do presidente Robert Mugabe, os laços do Zimbabué com o Ocidente enfraqueceram no final da década de 1990.

## Guerra Civil Angolana
O presidente Mugabe e o presidente da África do Sul, Nelson Mandela, reuniram-se em Lusaca, na Zâmbia, a 15 de novembro de 1994, para reforçar o apoio ao Protocolo de Lusaca, um acordo de paz assinado em agosto que tentou acabar com a Guerra Civil Angolana. Mugabe e Mandela afirmaram que estavam dispostos a se reunir com Jonas Savimbi, líder da União Nacional para a Independência Total de Angola (UNITA), um grupo militante pró-Ocidente. Mandela pediu a Savimbi para que fosse a África do Sul, porém Savimbi não foi.
Em 1998, o governo angolano comprou munições e uniformes das Indústrias de Defesa do Zimbabué em violação ao embargo de armas estabelecido pelo Protocolo de Lusaca. Graças às remessas de armas estrangeiras, o governo angolano recuperou a vantagem, acabando por encerrar a guerra em 2002.

## Segunda Guerra do Congo
Angola, Namíbia e Zimbabué intervieram militarmente na Segunda Guerra do Congo (1998-2003), lutando em nome do presidente Joseph Kabila da República Democrática do Congo contra o Movimento de Libertação do Congo (MLC) e Uganda, e o Reagrupamento Congolês para a Democracia e Ruanda. Embora as forças armadas leais a Angola e outros países vizinhos se retirassem em 2002, as forças ruandesas e do Zimbabué permaneceram.
O Índice de Perceção de Corrupção da Transparência Internacional (TI) para 2003 considerou os governos de Angola e do Zimbabué os mais corruptos da África Austral. Numa escala de 0 a 10, com 0 sendo o mais corrupto e 10 o mais transparente, a Transparência Internacional classificou Angola em 1.8 e o Zimbabué em 2.3, alguns dos maiores índices de corrupção do mundo.